# Plotheia sublichenoides
Plotheia sublichenoides är en fjärilsart som beskrevs av Embrik Strand 1917. Plotheia sublichenoides ingår i släktet Plotheia och familjen trågspinnare. Inga underarter finns listade i Catalogue of Life.